# کرافتون (کنتاکی)
کرافتون (به انگلیسی: Crofton) شهری در ایالت کنتاکی کشور ایالات متحده آمریکا است که جمعیت آن در سرشماری سال ۲۰۱۰ میلادی، ۷۴۹ نفر بوده‌است.